# Château de Sant'Eusanio Forconese
Le château de Sant'Eusanio Forconese est un château situé dans la ville de Sant'Eusanio Forconese, province de L'Aquila, dans les Abruzzes.